# 近鐵下田站

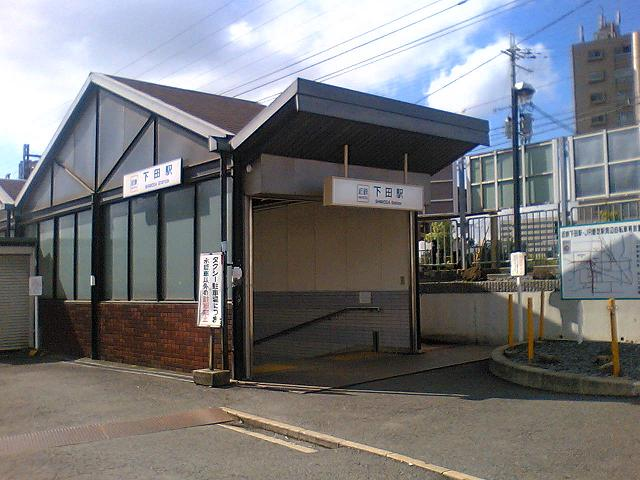
北出口（2007年6月）

近鐵下田站（日语：／ Kintetsu-Shimoda eki */?）是位於奈良縣香芝市下田西，屬於近畿日本鐵道（近鐵）的大阪線車站。車站編號為「D22」。

## 歷史
- 1927年（昭和2年）7月1日 - 大阪電氣軌道八木線恩智站至高田站（現時為大和高田站）之間開通，此站啟用，當時車站名為下田站[1]。
- 1941年（昭和16年）3月15日 - 大阪電氣軌道與参宮急行電鐵合併，關西急行鐵道成立[1]。
- 1944年（昭和19年）6月1日 - 關西急行鐵道與南海鐵道（為南海電氣鐵道的前身）合併，成為近畿日本鐵道的車站[1]。車站改名為近畿日本下田站[2]。
- 1970年（昭和45年）3月1日 - 車站改名為近鐵下田站[2]。
- 2007年（平成19年）4月1日 - 車站可以使用PiTaPa[3]。

## 車站構造
本站為地面車站，設有2面2線的相對式月台。驗票閘口和車站大廳位於地底，月台位於地面，車站出入口則分別位於南北兩處。月台可容納6卡車廂。廁所位於下行月台。
此站是由大和高田站管理的有人車站（但是晚間沒有人當值）。站內設有可使用PiTaPa、ICOCA的自動閘機和自動補票機（可支援回數卡及IC卡，以及IC卡增值功能）。

### 月台
| 月台 | 路線   | 上下行 | 方向                                                 |
| ---- | ------ | ------ | ---------------------------------------------------- |
| 1    | 大阪線 | 下行   | 五位堂、大和八木、榛原、伊勢志摩、名古屋方向         |
| 2    | 大阪線 | 上行   | 河內國分、布施、大阪上本町、大阪難波、尼崎、三宮方向 |

## 使用狀況
以下為近年度指定日期調查上下車人次列表。
- 2018年11月13日：5,194人
- 2015年11月10日：4,630人
- 2012年11月13日：4,544人
- 2010年11月9日：4,450人
- 2008年11月18日：4,338人
- 2005年11月8日：4,474人

以下為近年1日平均乘車人次列表。
| 年度               | 1日平均 乘車人次 |
| ------------------ | ---------------- |
| 1995年（平成7年）  | 3,085            |
| 1996年（平成8年）  | 2,954            |
| 1997年（平成9年）  | 2,859            |
| 1998年（平成10年） | 2,739            |
| 1999年（平成11年） | 2,616            |
| 2000年（平成12年） | 2,547            |
| 2001年（平成13年） | 2,432            |
| 2002年（平成14年） | 2,312            |
| 2003年（平成15年） | 2,270            |
| 2004年（平成16年） | 2,256            |
| 2005年（平成17年） | 2,244            |
| 2006年（平成18年） | 2,220            |
| 2007年（平成19年） | 2,231            |
| 2008年（平成20年） | 2,249            |
| 2009年（平成21年） | 2,242            |
| 2010年（平成22年） | 2,235            |
| 2011年（平成23年） | 2,192            |
| 2012年（平成24年） | 2,215            |
| 2013年（平成25年） | 2,288            |
| 2014年（平成26年） | 2,255            |
| 2015年（平成27年） | 2,282            |
| 2016年（平成28年） | 2,306            |
| 2017年（平成29年） | 2,371            |

## 車站周邊
交通
- 香芝站（JR和歌山線） - 向北步行5分鐘。
- 國道165號（日语：国道165号）
- 國道168號（日语：国道168号）

公共設施
- 香芝市政廳
- 香芝市総合體育館
- 香芝警署（日语：香芝警察署）
- 香芝・廣陵消防組合（日语：香芝・広陵消防組合）
- 香芝郵局（日语：香芝郵便局）
- 香芝市立香芝中學（日语：香芝市立香芝中学校）
- 香芝市立下田小學（日语：香芝市立下田小学校）
- 二見文化中心
  - 香芝市民圖書館（3樓）
  - 二上山博物館（1樓）
- 鹿嶋神社（日语：鹿嶋神社）

商業設施
- jumbo square香芝（日语：じゃんぼスクエア香芝）
  - 近商商店（日语：近商ストア）香芝店（1樓）
- Kohnan（日语：コーナン）香芝旭丘店

## 路線巴士
香芝市社區巴士
- 真美丘・穴虫線
- 鎌田線
- 星期四穿梭
- 在此站以西400米的「香芝市政廳」設有田尻線和白鳳台・旭丘線

香芝市需求交通
- 在市內約280處設有上落點（包括政府設施、銀行、郵局、商業設施、醫療設施、車站等），已登記的使用者可安排接送服務。
- 只陽已登記的香芝市民。星期六及假日暫停服務。

## 相鄰車站
近畿日本鐵道
 大阪線
■快速急行、■急行
通過
■準急、■區間準急、■普通
二上（D21）－近鐵下田（D22）－五位堂（D23）

## 註腳
1. 1 2 3  曾根悟（監修）. . 朝日百科週刊. 2號 近畿日本鐵道 1. 朝日新聞出版. 2010-08-22: 18–23. ISBN 978-4-02-340132-7 （日语）.
2. 1 2  今尾惠介（監修）.  8 関西1. 新潮社. 2008: 23. ISBN 978-4-10-790026-5 （日语）.
3. ↑   (pdf) (新闻稿). 近畿日本鐵道. 2007-01-30  [2016-03-09]. （原始内容存档 (PDF)于2016-08-07） （日语）.
4. ↑  駅別乗降人員 大阪線 （页面存档备份，存于） - 近畿日本鉄道
5. ↑  奈良縣統計年鑑 （页面存档备份，存于）（日語）

## 外部連結
- 近鐵下田 - 近畿日本鐵道（日語）